# Jackson Owusu
Jackson Owusu là một cầu thủ bóng đá người Ghana hiện tại thi đấu cho Berekum Chelsea ở Giải bóng đá ngoại hạng Ghana.

## Sự nghiệp thi đấu
Owusu từng thi đấu cho nhiều đội bóng ở Ghana và hiện tại đầu quân Berekum Chelsea ở vị trí tiền vệ.

## Sự nghiệp quốc tế
Vào tháng 11 năm 2013, huấn luyện viên Maxwell Konadu, triệu tập anh vào đội tuyển Ghana tham dự Cúp bóng đá WAFU 2013. Anh giúp đội tuyển về đích đầu tiên sau khi Ghana đánh bại Sénégal với tỉ số 3-1.